# 불교 2대 보살
불교의 2대 보살은 관세음보살과 지장보살이다.

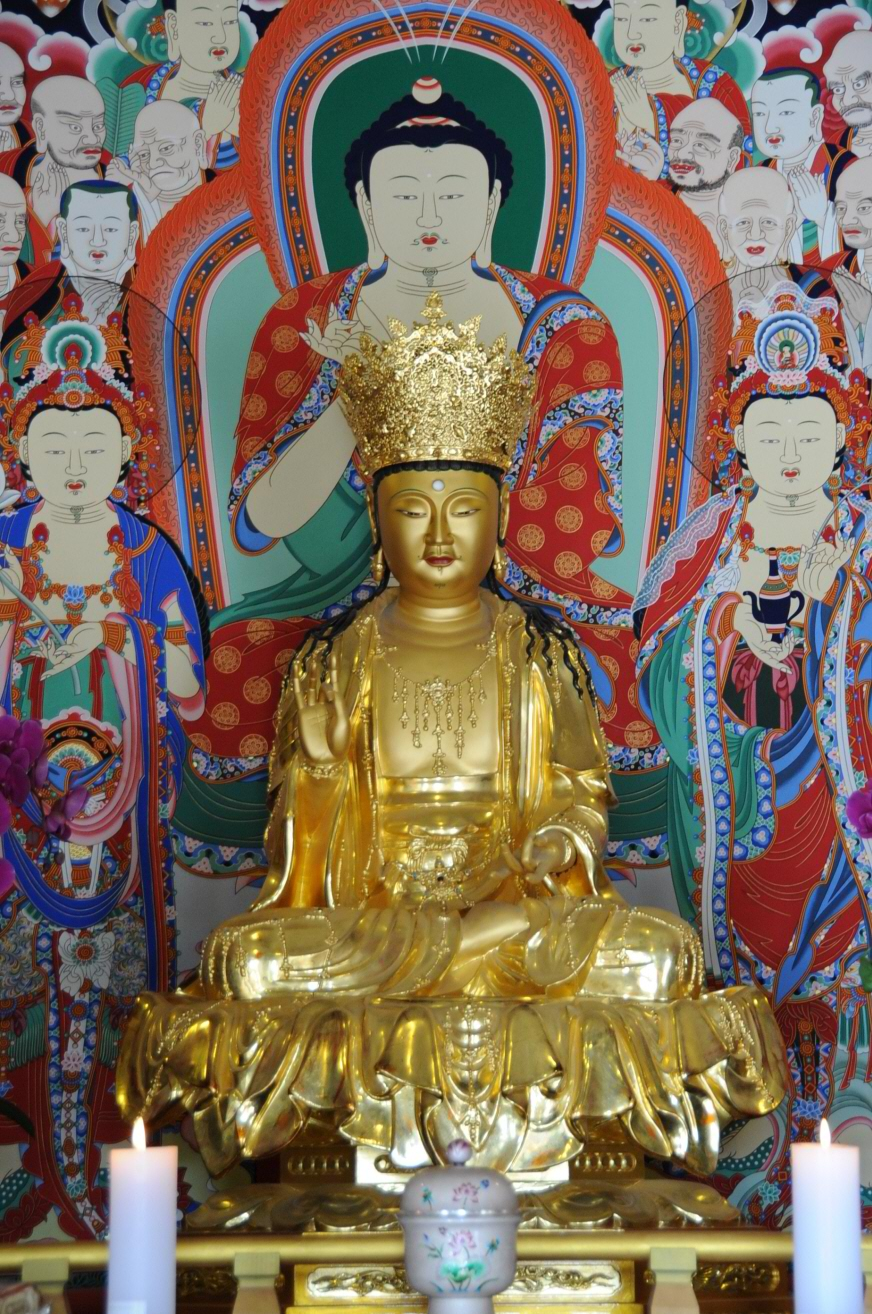
보물 제1362호 양양 낙산사 건칠관음보살좌상
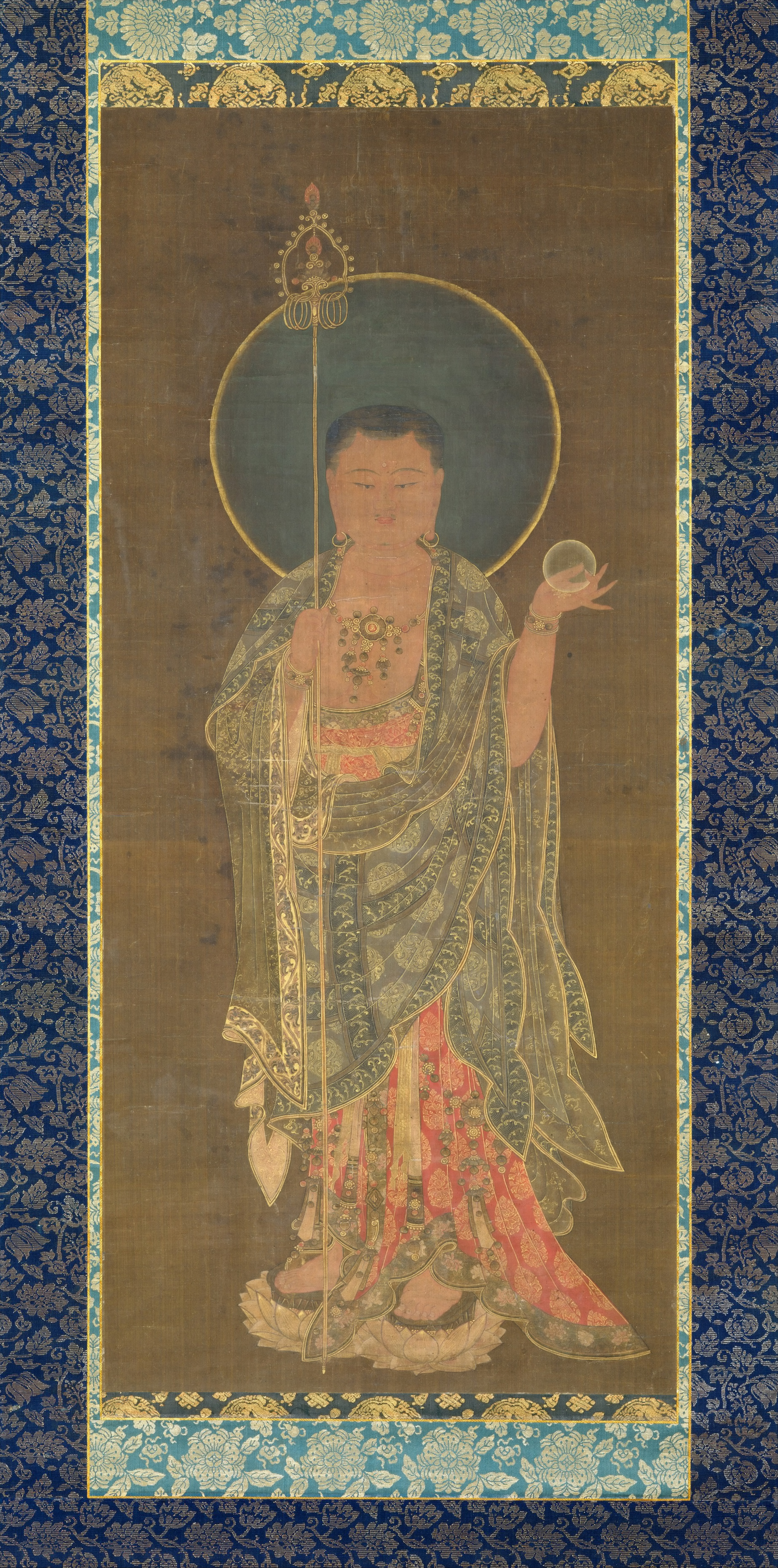
14세기 후반 고려시대 지장보살도 족자. 비단에 금을 쓰고, 채색을 하여 완성. 미국 메트로폴리탄미술관 소장.